# Jacques Gabriel (1667-1742)
Pour les articles homonymes, voir Gabriel et Jacques Gabriel.
Jacques Gabriel — également désigné sous le nom de Jacques V Gabriel — né en 1667 à Paris, mort le 23 avril 1742 dans la même ville, est un architecte français.
Il est le père de l’architecte Ange-Jacques Gabriel, élève et parent de Jacques IV Gabriel qui fut premier architecte du Roi en 1735, et directeur de l'Académie royale d'architecture.

## Biographie sommaire
Il est le fils d'une cousine de Jules Hardouin-Mansart et d'un maître maçon au service des Bâtiments du Roi, qui avait construit le Château de Choisy pour la Grande Mademoiselle.
Jacques Gabriel est reçu dès l'âge de 21 ans (en 1688) dans le corps des contrôleurs généraux des Bâtiments du Roi. Deux ans plus tard, il est chargé d'accompagner Robert de Cotte, alors principal collaborateur de Mansart, pour un voyage de 18 mois en Italie. À son retour, il est reçu architecte ordinaire des Bâtiments du Roi. Bon administrateur, il est admis comme membre de la première Académie royale d'architecture, formée par Mansart en 1699.
Pierre-Jean Mariette, qui a bien connu Gabriel, a écrit de lui : « Il étoit expert dans la conduite du bâtiment, mais il n'auroit pas pu dessiner le moindre bout d’ornement ». Pour ce qui est de l’ornementation, Gabriel s'en remettait à Pierre Lepautre et, après la mort de ce dernier, à Jean Aubert, son collègue aux Bâtiments du Roi.
Gabriel succéda à Robert de Cotte en tant que Premier Architecte du Roi, en décembre 1734, et ne transmit cette charge qu'une fois que son fils, Ange-Jacques Gabriel, fut en mesure de lui succéder (en 1742, à sa mort).

## Principales réalisations
L’œuvre architecturale de Gabriel à Paris a été énormément remaniée. On peut encore s'en faire une idée en consultant les planches de l’Architecture françoise de Mariette. Il a achevé la construction du Palais Bourbon (commencée par Giardini, poursuivie par Pierre Cailleteau), ainsi que celle de l'Hôtel voisin de Lassay. Il a dirigé la construction de l'Hôtel Peyrenc de Moras (de Biron), 1728-31.
- Plusieurs hôtels particuliers situés place Vendôme à Paris (hôtel de Ségur...).
- Reconstruction du château de Compiègne avec son fils Ange-Jacques Gabriel.
- Façades de la place de la Bourse à Bordeaux avec son fils Ange-Jacques Gabriel, dont notamment l'hôtel des Douanes (1735-1738), et le palais de la Bourse (1742-1749).
- Construction de l'hôtel de ville de Blois (1700-1704) et du pont Jacques-Gabriel (1716-1724).
- Reconstruction du château de Petit-Bourg à Évry.
- Construction des bâtiments de la Compagnie des Indes à Lorient dont l'hôtel Gabriel[5] (1740-1742).
- Il continue l'œuvre de reconstruction de l'abbaye de Saint-Denis, initiée par Robert de Cotte. Il réalise les plans de la façade occidentale avec la construction d'un bâtiment octogonal, le Grand Parloir. Celui-ci fait aujourd'hui partie de la Maison d'Éducation de la Légion d'honneur de Saint-Denis.
- Reconstruction du centre-ville de Rennes à la suite de l'incendie de 1720 : d'abord le restructuration du palais du Parlement de Bretagne, de la place du Parlement-de-Bretagne et tous les immeubles de cette même place, puis de la place de la mairie et de l’hôtel de ville de Rennes, décidée par le décret du Conseil du 23 mai 1730[4],[6].
- Une partie du palais des États de Bourgogne de Dijon, notamment l'escalier Gabriel.

Il dessine les projets des églises de l’hôtel-Dieu à Orléans, de l’Oratoire à Paris et de la cathédrale Saint-Louis de La Rochelle (1742-1784). 
- Il est également l’auteur de l'aile Nord de la cour d'honneur de la Bibliothèque nationale[7].

## Galerie

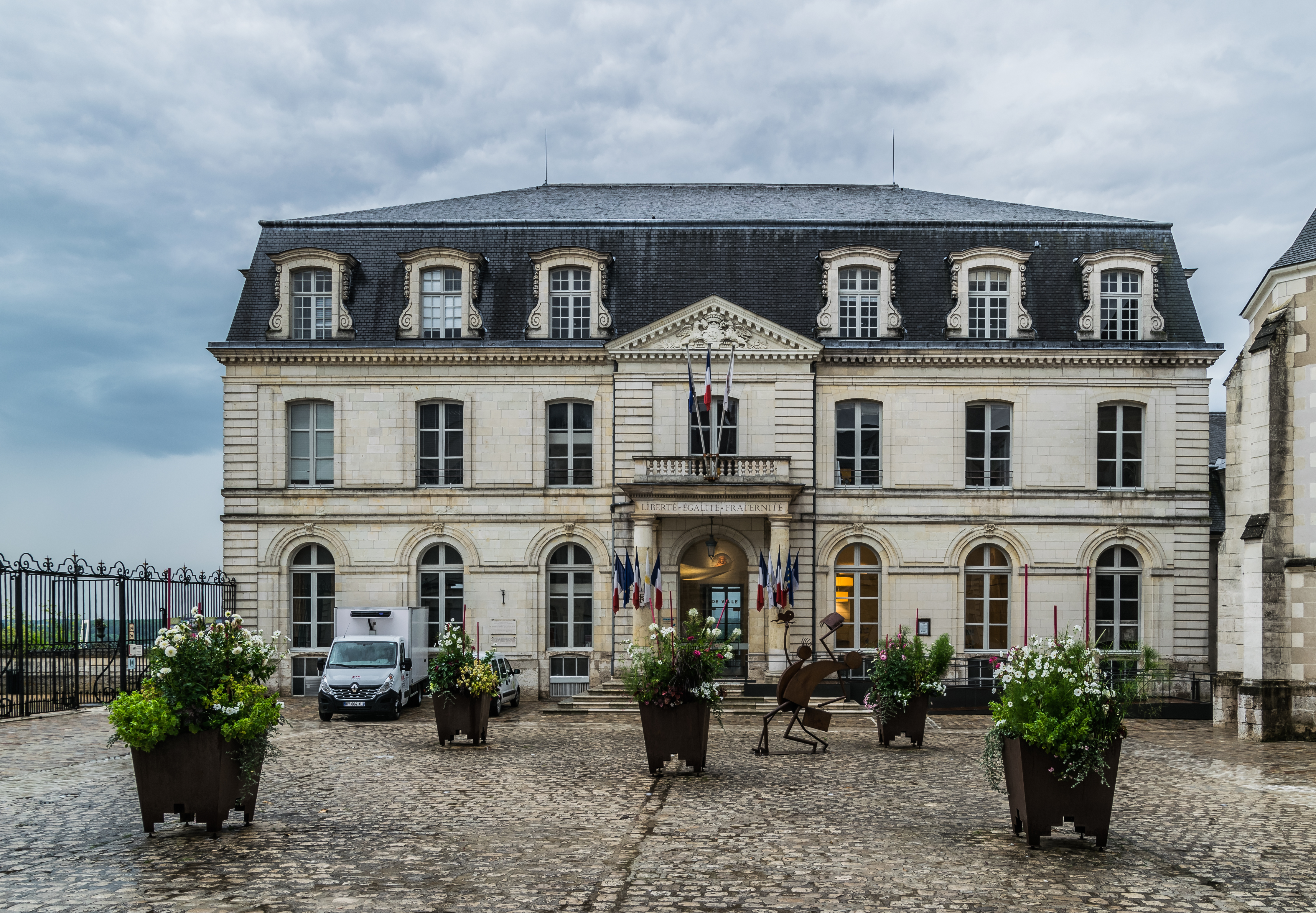
Hôtel de ville de Blois (1700-1704).
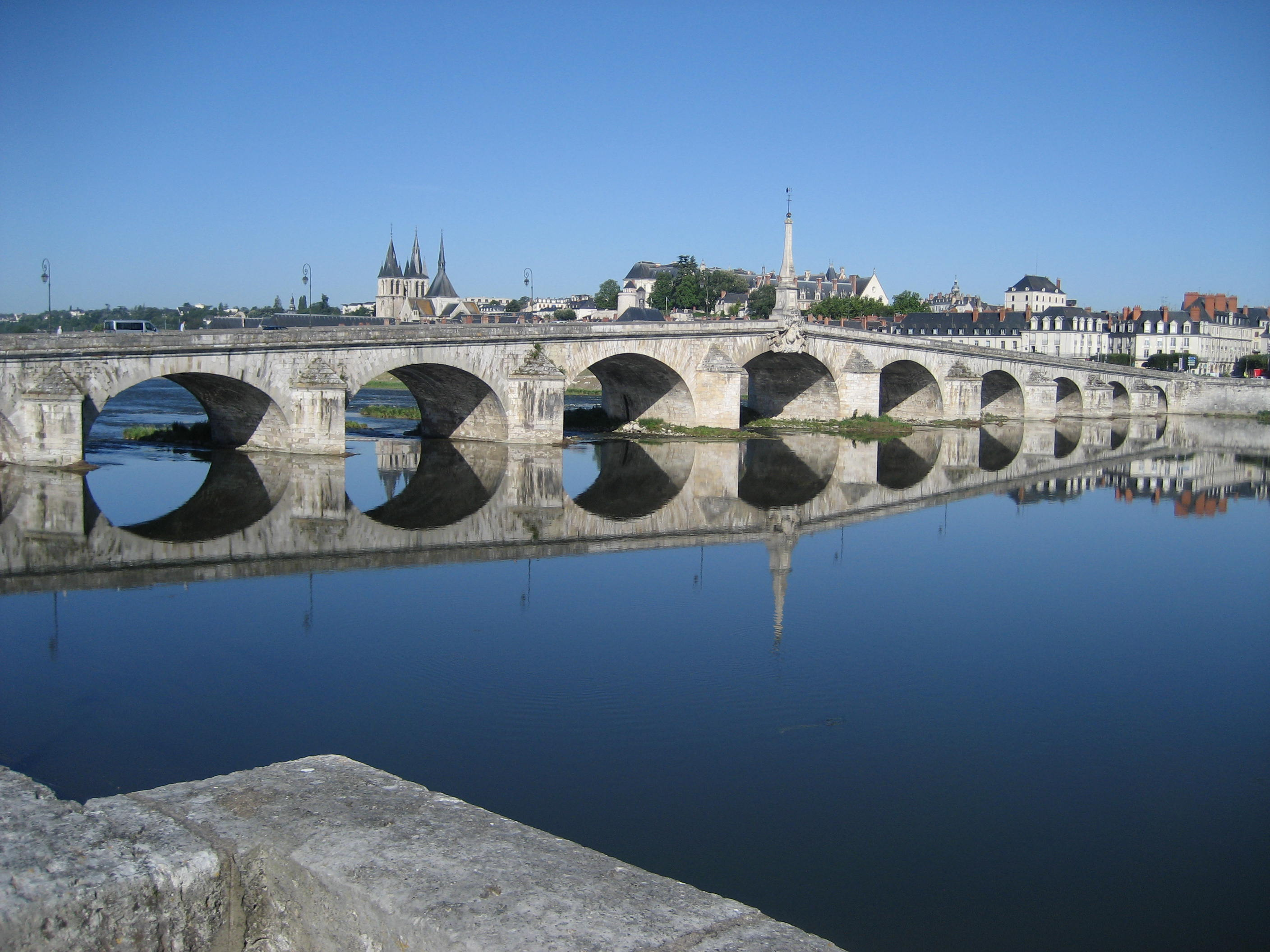
Pont Jacques-Gabriel (1716-1724) de Blois.
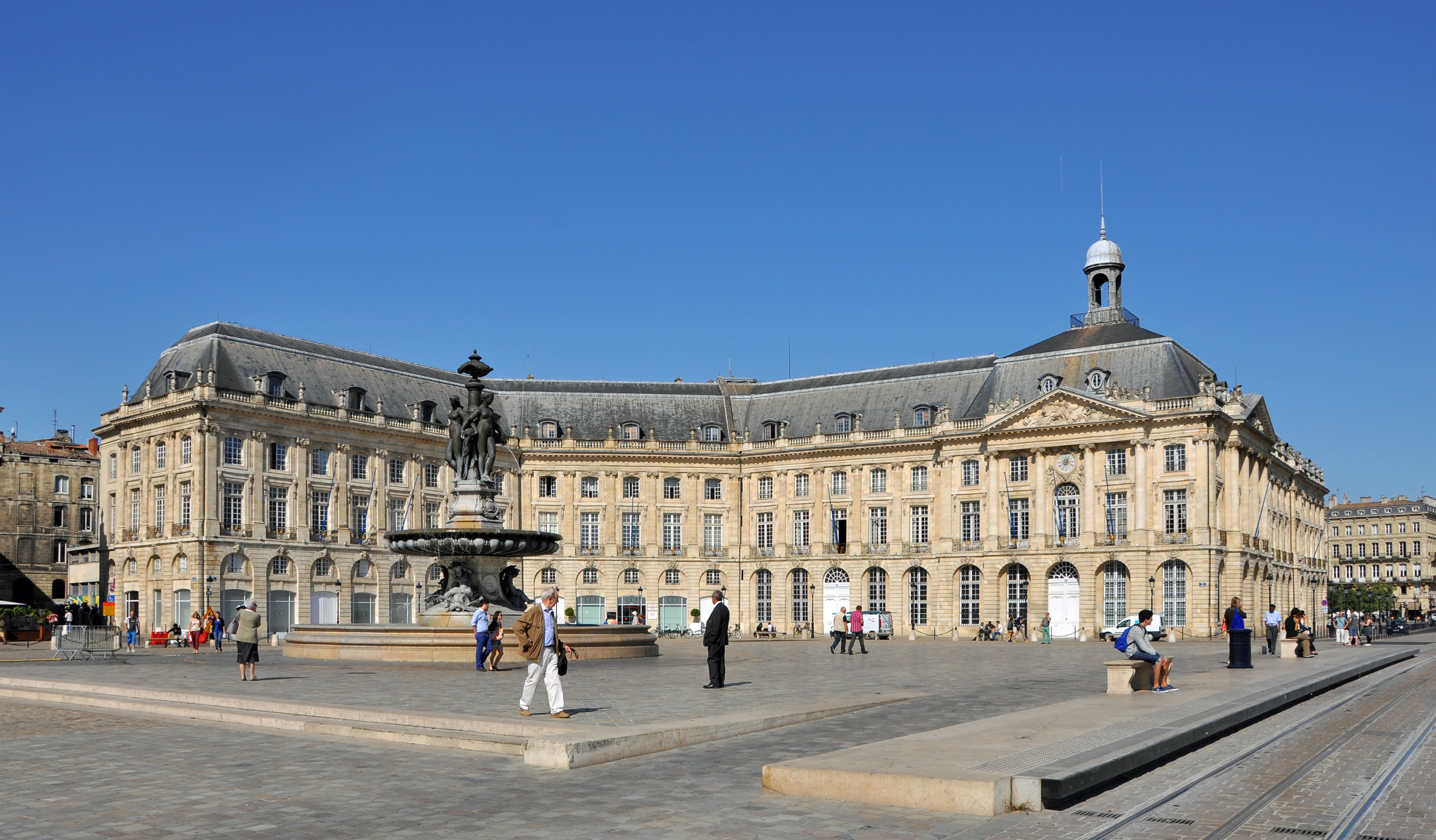
Le palais de la Bourse (1742-1749), situé place de la Bourse à Bordeaux.
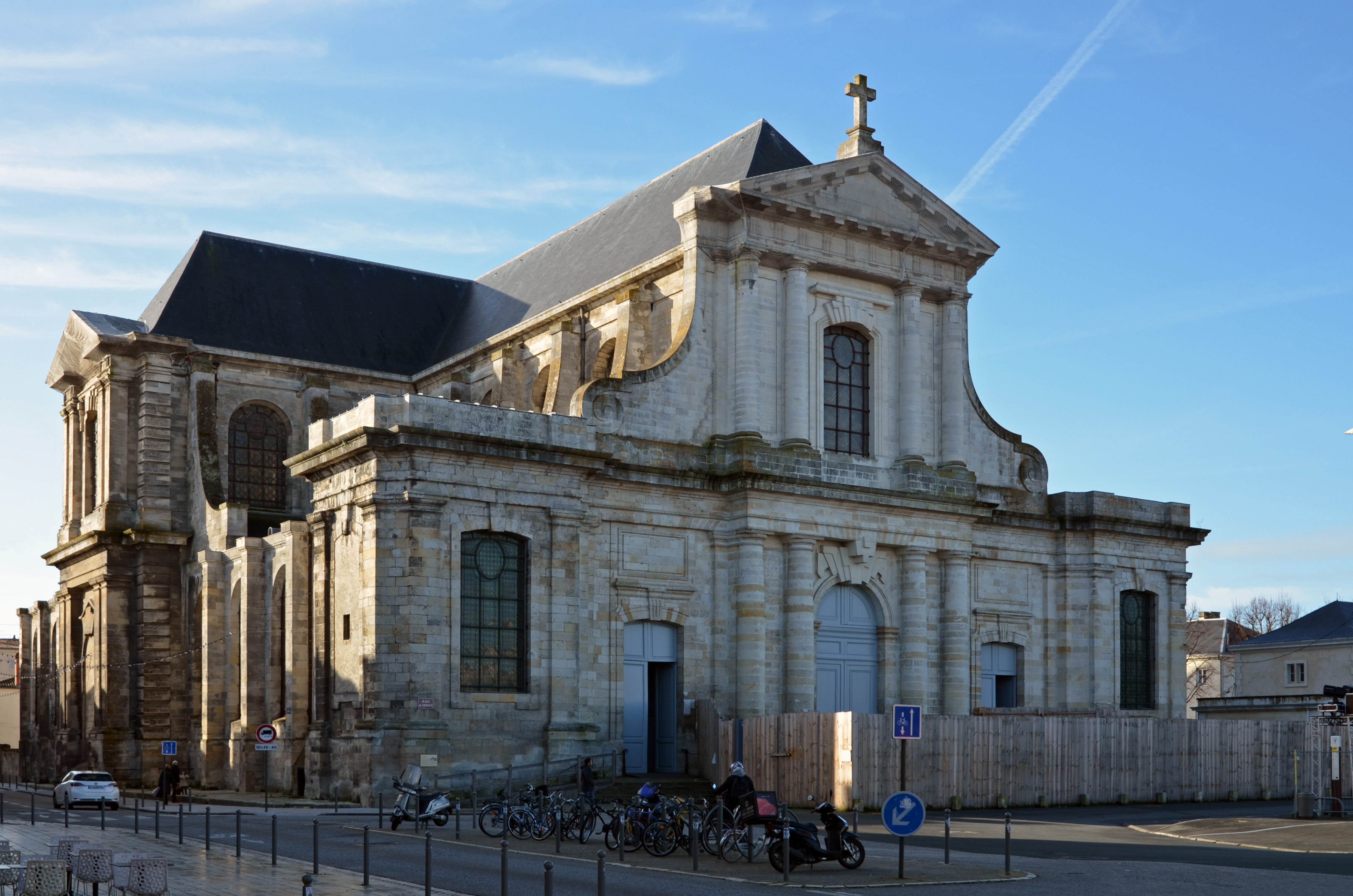
Cathédrale Saint-Louis (1742-1784) de la Rochelle.
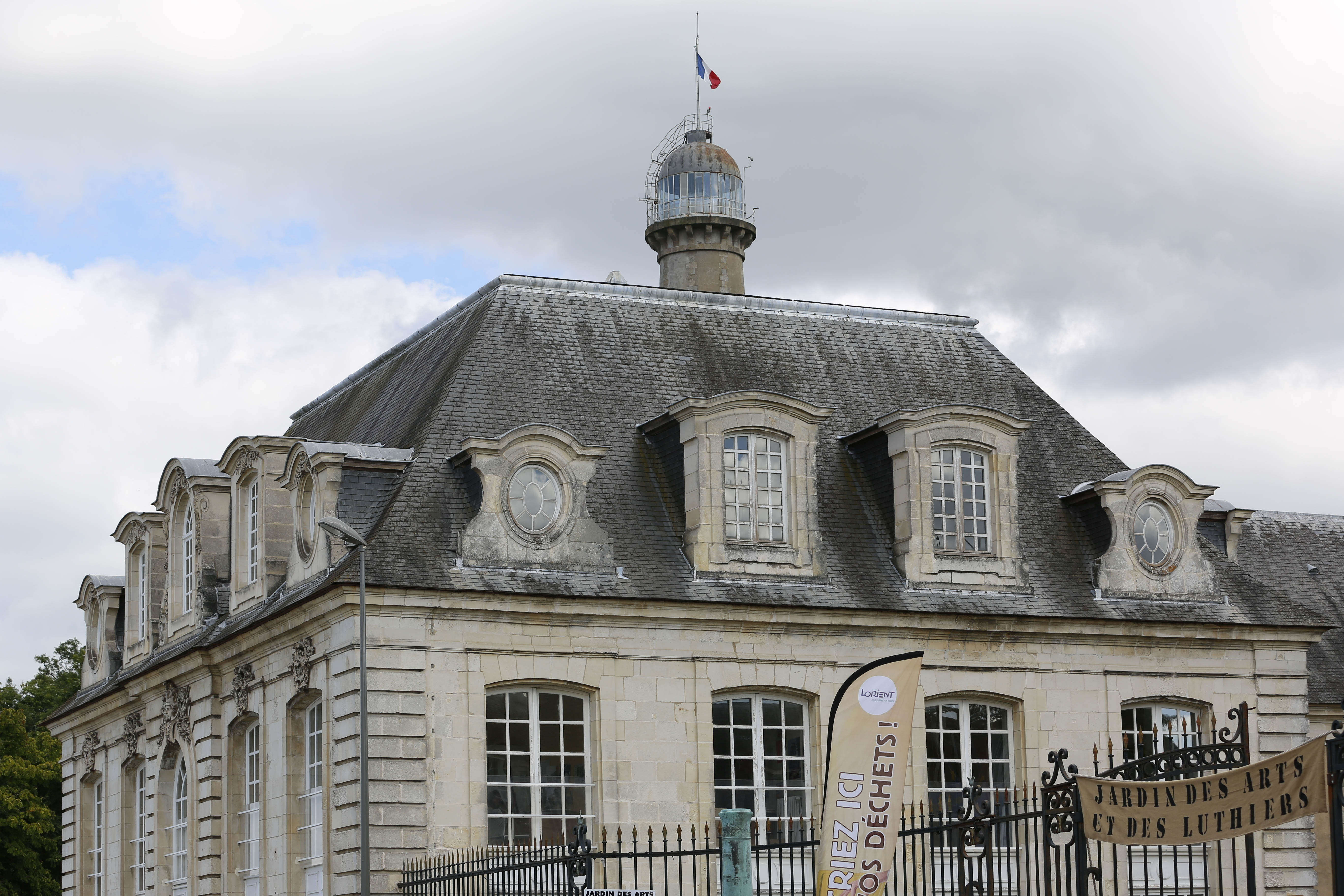
Hôtel Gabriel (1740-1742) à Lorient.
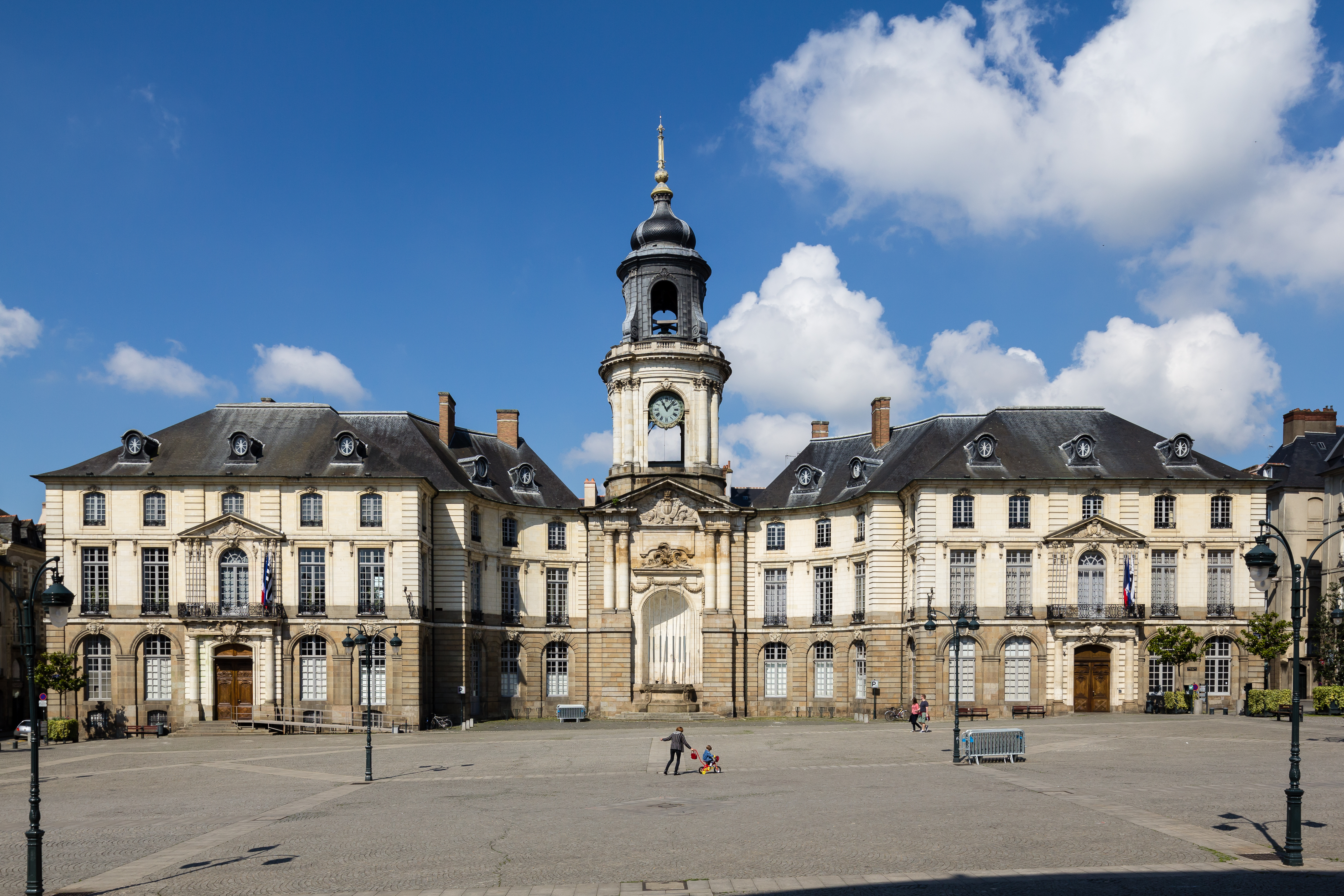
Hôtel de ville (1734-1743) de Rennes.

## Généalogie simplifiée
|                             |                             |                             |                             |                             |                             |  |  |                                                |                                                |                                                |                                                |                                                |                                                |                                    |                                    |                                    |                                    |                                                                       |                                                                       |                                                                       |                                                                       |                                                                       |                                                                       | Jehan Mansart (maître maçon)               | Jehan Mansart (maître maçon)               | Jehan Mansart (maître maçon)               | Jehan Mansart (maître maçon)               | Jehan Mansart (maître maçon)                      | Jehan Mansart (maître maçon)                      |                                                   |                                                   |                                                   |                                                   |                                                  |                                                  | Jacques Le Roy (maître maçon)                    | Jacques Le Roy (maître maçon)                    | Jacques Le Roy (maître maçon) | Jacques Le Roy (maître maçon) | Jacques Le Roy (maître maçon)                | Jacques Le Roy (maître maçon)                |                                              |                                              |                                              |                                              |                                            |                                            |                                            |                                            |                                            |                                            |                                     |                                     |                        |                        |                        |                        |               |               |                                   |                                   |                                   |                                   |                                               |                                               |                                               |                                               |                                               |                                               |                                           |                                           |                                                |                                                |                                                |                                                |                                                |                                                |                                  |                                  |                                                                                     |                                                                                     |                                                                                     |                                                                                     |                                                                                     |                                                                                     |  |  |  |  |
|                             |                             |                             |                             |                             |                             |  |  |                                                |                                                |                                                |                                                |                                                |                                                |                                    |                                    |                                    |                                    |                                                                       |                                                                       |                                                                       |                                                                       |                                                                       |                                                                       | Jehan Mansart (maître maçon)               | Jehan Mansart (maître maçon)               | Jehan Mansart (maître maçon)               | Jehan Mansart (maître maçon)               | Jehan Mansart (maître maçon)                      | Jehan Mansart (maître maçon)                      |                                                   |                                                   |                                                   |                                                   |                                                  |                                                  | Jacques Le Roy (maître maçon)                    | Jacques Le Roy (maître maçon)                    | Jacques Le Roy (maître maçon) | Jacques Le Roy (maître maçon) | Jacques Le Roy (maître maçon)                | Jacques Le Roy (maître maçon)                |                                              |                                              |                                              |                                              |                                            |                                            |                                            |                                            |                                            |                                            |                                     |                                     |                        |                        |                        |                        |               |               |                                   |                                   |                                   |                                   |                                               |                                               |                                               |                                               |                                               |                                               |                                           |                                           |                                                |                                                |                                                |                                                |                                                |                                                |                                  |                                  |                                                                                     |                                                                                     |                                                                                     |                                                                                     |                                                                                     |                                                                                     |  |  |  |  |
|                             |                             |                             |                             |                             |                             |  |  |                                                |                                                |                                                |                                                |                                                |                                                |                                    |                                    |                                    |                                    |                                                                       |                                                                       |                                                                       |                                                                       |                                                                       |                                                                       | Absalon Mansart (charpentier)              | Absalon Mansart (charpentier)              | Absalon Mansart (charpentier)              | Absalon Mansart (charpentier)              | Absalon Mansart (charpentier)                     | Absalon Mansart (charpentier)                     |                                                   |                                                   |                                                   |                                                   |                                                  |                                                  | Michelle Le Roy                                  | Michelle Le Roy                                  | Michelle Le Roy               | Michelle Le Roy               | Michelle Le Roy                              | Michelle Le Roy                              |                                              |                                              |                                              |                                              |                                            |                                            |                                            |                                            |                                            |                                            |                                     |                                     |                        |                        |                        |                        |               |               |                                   |                                   |                                   |                                   |                                               |                                               |                                               |                                               | François Gabriel (maître maçon)               | François Gabriel (maître maçon)               | François Gabriel (maître maçon)           | François Gabriel (maître maçon)           | François Gabriel (maître maçon)                | François Gabriel (maître maçon)                |                                                |                                                |                                                |                                                |                                  |                                  |                                                                                     |                                                                                     |                                                                                     |                                                                                     |                                                                                     |                                                                                     |  |  |  |  |
|                             |                             |                             |                             |                             |                             |  |  |                                                |                                                |                                                |                                                |                                                |                                                |                                    |                                    |                                    |                                    |                                                                       |                                                                       |                                                                       |                                                                       |                                                                       |                                                                       | Absalon Mansart (charpentier)              | Absalon Mansart (charpentier)              | Absalon Mansart (charpentier)              | Absalon Mansart (charpentier)              | Absalon Mansart (charpentier)                     | Absalon Mansart (charpentier)                     |                                                   |                                                   |                                                   |                                                   |                                                  |                                                  | Michelle Le Roy                                  | Michelle Le Roy                                  | Michelle Le Roy               | Michelle Le Roy               | Michelle Le Roy                              | Michelle Le Roy                              |                                              |                                              |                                              |                                              |                                            |                                            |                                            |                                            |                                            |                                            |                                     |                                     |                        |                        |                        |                        |               |               |                                   |                                   |                                   |                                   |                                               |                                               |                                               |                                               | François Gabriel (maître maçon)               | François Gabriel (maître maçon)               | François Gabriel (maître maçon)           | François Gabriel (maître maçon)           | François Gabriel (maître maçon)                | François Gabriel (maître maçon)                |                                                |                                                |                                                |                                                |                                  |                                  |                                                                                     |                                                                                     |                                                                                     |                                                                                     |                                                                                     |                                                                                     |  |  |  |  |
|                             |                             |                             |                             |                             |                             |  |  |                                                |                                                |                                                |                                                |                                                |                                                |                                    |                                    |                                    |                                    |                                                                       |                                                                       |                                                                       |                                                                       |                                                                       |                                                                       |                                            |                                            |                                            |                                            |                                                   |                                                   |                                                   |                                                   |                                                   |                                                   |                                                  |                                                  |                                                  |                                                  |                               |                               |                                              |                                              |                                              |                                              |                                              |                                              |                                            |                                            |                                            |                                            |                                            |                                            |                                     |                                     |                        |                        |                        |                        |               |               |                                   |                                   |                                   |                                   |                                               |                                               |                                               |                                               |                                               |                                               |                                           |                                           |                                                |                                                |                                                |                                                |                                                |                                                |                                  |                                  |                                                                                     |                                                                                     |                                                                                     |                                                                                     |                                                                                     |                                                                                     |  |  |  |  |
|                             |                             |                             |                             |                             |                             |  |  |                                                |                                                |                                                |                                                |                                                |                                                |                                    |                                    |                                    |                                    |                                                                       |                                                                       |                                                                       |                                                                       |                                                                       |                                                                       |                                            |                                            |                                            |                                            |                                                   |                                                   |                                                   |                                                   |                                                   |                                                   |                                                  |                                                  |                                                  |                                                  |                               |                               |                                              |                                              |                                              |                                              |                                              |                                              |                                            |                                            |                                            |                                            |                                            |                                            |                                     |                                     |                        |                        |                        |                        |               |               |                                   |                                   |                                   |                                   |                                               |                                               |                                               |                                               |                                               |                                               |                                           |                                           |                                                |                                                |                                                |                                                |                                                |                                                |                                  |                                  |                                                                                     |                                                                                     |                                                                                     |                                                                                     |                                                                                     |                                                                                     |  |  |  |  |
|                             |                             |                             |                             |                             |                             |  |  | Frémin de Cotte (ingénieur, architecte du roi) | Frémin de Cotte (ingénieur, architecte du roi) | Frémin de Cotte (ingénieur, architecte du roi) | Frémin de Cotte (ingénieur, architecte du roi) | Frémin de Cotte (ingénieur, architecte du roi) | Frémin de Cotte (ingénieur, architecte du roi) |                                    |                                    |                                    |                                    |                                                                       |                                                                       |                                                                       |                                                                       |                                                                       |                                                                       |                                            |                                            | François Mansart (architecte)              | François Mansart (architecte)              | François Mansart (architecte)                     | François Mansart (architecte)                     | François Mansart (architecte)                     | François Mansart (architecte)                     |                                                   |                                                   | Marie Mansart                                    | Marie Mansart                                    | Marie Mansart                                    | Marie Mansart                                    | Marie Mansart                 | Marie Mansart                 |                                              |                                              |                                              |                                              |                                              |                                              | Germain Gaultier (sculpteur et architecte) | Germain Gaultier (sculpteur et architecte) | Germain Gaultier (sculpteur et architecte) | Germain Gaultier (sculpteur et architecte) | Germain Gaultier (sculpteur et architecte) | Germain Gaultier (sculpteur et architecte) |                                     |                                     |                        |                        |                        |                        |               |               |                                   |                                   |                                   |                                   |                                               |                                               |                                               |                                               | Jacques I Gabriel ( -1628) (maître maçon)     | Jacques I Gabriel ( -1628) (maître maçon)     | Jacques I Gabriel ( -1628) (maître maçon) | Jacques I Gabriel ( -1628) (maître maçon) | Jacques I Gabriel ( -1628) (maître maçon)      | Jacques I Gabriel ( -1628) (maître maçon)      |                                                |                                                |                                                |                                                |                                  |                                  |                                                                                     |                                                                                     |                                                                                     |                                                                                     |                                                                                     |                                                                                     |  |  |  |  |
|                             |                             |                             |                             |                             |                             |  |  | Frémin de Cotte (ingénieur, architecte du roi) | Frémin de Cotte (ingénieur, architecte du roi) | Frémin de Cotte (ingénieur, architecte du roi) | Frémin de Cotte (ingénieur, architecte du roi) | Frémin de Cotte (ingénieur, architecte du roi) | Frémin de Cotte (ingénieur, architecte du roi) |                                    |                                    |                                    |                                    |                                                                       |                                                                       |                                                                       |                                                                       |                                                                       |                                                                       |                                            |                                            | François Mansart (architecte)              | François Mansart (architecte)              | François Mansart (architecte)                     | François Mansart (architecte)                     | François Mansart (architecte)                     | François Mansart (architecte)                     |                                                   |                                                   | Marie Mansart                                    | Marie Mansart                                    | Marie Mansart                                    | Marie Mansart                                    | Marie Mansart                 | Marie Mansart                 |                                              |                                              |                                              |                                              |                                              |                                              | Germain Gaultier (sculpteur et architecte) | Germain Gaultier (sculpteur et architecte) | Germain Gaultier (sculpteur et architecte) | Germain Gaultier (sculpteur et architecte) | Germain Gaultier (sculpteur et architecte) | Germain Gaultier (sculpteur et architecte) |                                     |                                     |                        |                        |                        |                        |               |               |                                   |                                   |                                   |                                   |                                               |                                               |                                               |                                               | Jacques I Gabriel ( -1628) (maître maçon)     | Jacques I Gabriel ( -1628) (maître maçon)     | Jacques I Gabriel ( -1628) (maître maçon) | Jacques I Gabriel ( -1628) (maître maçon) | Jacques I Gabriel ( -1628) (maître maçon)      | Jacques I Gabriel ( -1628) (maître maçon)      |                                                |                                                |                                                |                                                |                                  |                                  |                                                                                     |                                                                                     |                                                                                     |                                                                                     |                                                                                     |                                                                                     |  |  |  |  |
|                             |                             |                             |                             |                             |                             |  |  |                                                |                                                |                                                |                                                |                                                |                                                |                                    |                                    |                                    |                                    |                                                                       |                                                                       |                                                                       |                                                                       |                                                                       |                                                                       |                                            |                                            |                                            |                                            |                                                   |                                                   |                                                   |                                                   |                                                   |                                                   |                                                  |                                                  |                                                  |                                                  |                               |                               |                                              |                                              |                                              |                                              |                                              |                                              |                                            |                                            |                                            |                                            |                                            |                                            |                                     |                                     |                        |                        |                        |                        |               |               |                                   |                                   |                                   |                                   |                                               |                                               |                                               |                                               |                                               |                                               |                                           |                                           |                                                |                                                |                                                |                                                |                                                |                                                |                                  |                                  |                                                                                     |                                                                                     |                                                                                     |                                                                                     |                                                                                     |                                                                                     |  |  |  |  |
|                             |                             |                             |                             |                             |                             |  |  |                                                |                                                |                                                |                                                |                                                |                                                |                                    |                                    |                                    |                                    |                                                                       |                                                                       |                                                                       |                                                                       |                                                                       |                                                                       |                                            |                                            |                                            |                                            |                                                   |                                                   |                                                   |                                                   |                                                   |                                                   |                                                  |                                                  |                                                  |                                                  |                               |                               |                                              |                                              |                                              |                                              |                                              |                                              |                                            |                                            |                                            |                                            |                                            |                                            |                                     |                                     |                        |                        |                        |                        |               |               |                                   |                                   |                                   |                                   |                                               |                                               |                                               |                                               |                                               |                                               |                                           |                                           |                                                |                                                |                                                |                                                |                                                |                                                |                                  |                                  |                                                                                     |                                                                                     |                                                                                     |                                                                                     |                                                                                     |                                                                                     |  |  |  |  |
|                             |                             |                             |                             |                             |                             |  |  |                                                |                                                |                                                |                                                |                                                |                                                |                                    |                                    |                                    |                                    |                                                                       |                                                                       |                                                                       |                                                                       |                                                                       |                                                                       |                                            |                                            |                                            |                                            |                                                   |                                                   |                                                   |                                                   |                                                   |                                                   |                                                  |                                                  |                                                  |                                                  |                               |                               |                                              |                                              |                                              |                                              |                                              |                                              |                                            |                                            |                                            |                                            |                                            |                                            |                                     |                                     |                        |                        |                        |                        |               |               |                                   |                                   |                                   |                                   |                                               |                                               |                                               |                                               |                                               |                                               |                                           |                                           |                                                |                                                |                                                |                                                |                                                |                                                |                                  |                                  |                                                                                     |                                                                                     |                                                                                     |                                                                                     |                                                                                     |                                                                                     |  |  |  |  |
| Anne Du Fay                 | Anne Du Fay                 | Anne Du Fay                 | Anne Du Fay                 | Anne Du Fay                 | Anne Du Fay                 |  |  | Charles de Cotte                               | Charles de Cotte                               | Charles de Cotte                               | Charles de Cotte                               | Charles de Cotte                               | Charles de Cotte                               |                                    |                                    |                                    |                                    | Nicolas Bodin (Conseiller du roi, Trésorier de la Prévôté de l'Hôtel) | Nicolas Bodin (Conseiller du roi, Trésorier de la Prévôté de l'Hôtel) | Nicolas Bodin (Conseiller du roi, Trésorier de la Prévôté de l'Hôtel) | Nicolas Bodin (Conseiller du roi, Trésorier de la Prévôté de l'Hôtel) | Nicolas Bodin (Conseiller du roi, Trésorier de la Prévôté de l'Hôtel) | Nicolas Bodin (Conseiller du roi, Trésorier de la Prévôté de l'Hôtel) |                                            |                                            |                                            |                                            | Raphaël Hardouin (peintre)                        | Raphaël Hardouin (peintre)                        | Raphaël Hardouin (peintre)                        | Raphaël Hardouin (peintre)                        | Raphaël Hardouin (peintre)                        | Raphaël Hardouin (peintre)                        |                                                  |                                                  | Marie Gaultier                                   | Marie Gaultier                                   | Marie Gaultier                | Marie Gaultier                | Marie Gaultier                               | Marie Gaultier                               |                                              |                                              | Michelle Gaultier                            | Michelle Gaultier                            | Michelle Gaultier                          | Michelle Gaultier                          | Michelle Gaultier                          | Michelle Gaultier                          |                                            |                                            | Edme Delisle (peintre)              | Edme Delisle (peintre)              | Edme Delisle (peintre) | Edme Delisle (peintre) | Edme Delisle (peintre) | Edme Delisle (peintre) |               |               |                                   |                                   |                                   |                                   | Jacques II Gabriel (1605-1662) (maître maçon) | Jacques II Gabriel (1605-1662) (maître maçon) | Jacques II Gabriel (1605-1662) (maître maçon) | Jacques II Gabriel (1605-1662) (maître maçon) | Jacques II Gabriel (1605-1662) (maître maçon) | Jacques II Gabriel (1605-1662) (maître maçon) |                                           |                                           |                                                |                                                | Maurice I Gabriel (maître maçon)               | Maurice I Gabriel (maître maçon)               | Maurice I Gabriel (maître maçon)               | Maurice I Gabriel (maître maçon)               | Maurice I Gabriel (maître maçon) | Maurice I Gabriel (maître maçon) |                                                                                     |                                                                                     |                                                                                     |                                                                                     |                                                                                     |                                                                                     |  |  |  |  |
| Anne Du Fay                 | Anne Du Fay                 | Anne Du Fay                 | Anne Du Fay                 | Anne Du Fay                 | Anne Du Fay                 |  |  | Charles de Cotte                               | Charles de Cotte                               | Charles de Cotte                               | Charles de Cotte                               | Charles de Cotte                               | Charles de Cotte                               |                                    |                                    |                                    |                                    | Nicolas Bodin (Conseiller du roi, Trésorier de la Prévôté de l'Hôtel) | Nicolas Bodin (Conseiller du roi, Trésorier de la Prévôté de l'Hôtel) | Nicolas Bodin (Conseiller du roi, Trésorier de la Prévôté de l'Hôtel) | Nicolas Bodin (Conseiller du roi, Trésorier de la Prévôté de l'Hôtel) | Nicolas Bodin (Conseiller du roi, Trésorier de la Prévôté de l'Hôtel) | Nicolas Bodin (Conseiller du roi, Trésorier de la Prévôté de l'Hôtel) |                                            |                                            |                                            |                                            | Raphaël Hardouin (peintre)                        | Raphaël Hardouin (peintre)                        | Raphaël Hardouin (peintre)                        | Raphaël Hardouin (peintre)                        | Raphaël Hardouin (peintre)                        | Raphaël Hardouin (peintre)                        |                                                  |                                                  | Marie Gaultier                                   | Marie Gaultier                                   | Marie Gaultier                | Marie Gaultier                | Marie Gaultier                               | Marie Gaultier                               |                                              |                                              | Michelle Gaultier                            | Michelle Gaultier                            | Michelle Gaultier                          | Michelle Gaultier                          | Michelle Gaultier                          | Michelle Gaultier                          |                                            |                                            | Edme Delisle (peintre)              | Edme Delisle (peintre)              | Edme Delisle (peintre) | Edme Delisle (peintre) | Edme Delisle (peintre) | Edme Delisle (peintre) |               |               |                                   |                                   |                                   |                                   | Jacques II Gabriel (1605-1662) (maître maçon) | Jacques II Gabriel (1605-1662) (maître maçon) | Jacques II Gabriel (1605-1662) (maître maçon) | Jacques II Gabriel (1605-1662) (maître maçon) | Jacques II Gabriel (1605-1662) (maître maçon) | Jacques II Gabriel (1605-1662) (maître maçon) |                                           |                                           |                                                |                                                | Maurice I Gabriel (maître maçon)               | Maurice I Gabriel (maître maçon)               | Maurice I Gabriel (maître maçon)               | Maurice I Gabriel (maître maçon)               | Maurice I Gabriel (maître maçon) | Maurice I Gabriel (maître maçon) |                                                                                     |                                                                                     |                                                                                     |                                                                                     |                                                                                     |                                                                                     |  |  |  |  |
|                             |                             |                             |                             |                             |                             |  |  |                                                |                                                |                                                |                                                |                                                |                                                |                                    |                                    |                                    |                                    |                                                                       |                                                                       |                                                                       |                                                                       |                                                                       |                                                                       |                                            |                                            |                                            |                                            |                                                   |                                                   |                                                   |                                                   |                                                   |                                                   |                                                  |                                                  |                                                  |                                                  |                               |                               |                                              |                                              |                                              |                                              |                                              |                                              |                                            |                                            |                                            |                                            |                                            |                                            |                                     |                                     |                        |                        |                        |                        |               |               |                                   |                                   |                                   |                                   |                                               |                                               |                                               |                                               |                                               |                                               |                                           |                                           |                                                |                                                |                                                |                                                |                                                |                                                |                                  |                                  |                                                                                     |                                                                                     |                                                                                     |                                                                                     |                                                                                     |                                                                                     |  |  |  |  |
|                             |                             |                             |                             |                             |                             |  |  |                                                |                                                |                                                |                                                |                                                |                                                |                                    |                                    |                                    |                                    |                                                                       |                                                                       |                                                                       |                                                                       |                                                                       |                                                                       |                                            |                                            |                                            |                                            |                                                   |                                                   |                                                   |                                                   |                                                   |                                                   |                                                  |                                                  |                                                  |                                                  |                               |                               |                                              |                                              |                                              |                                              |                                              |                                              |                                            |                                            |                                            |                                            |                                            |                                            |                                     |                                     |                        |                        |                        |                        |               |               |                                   |                                   |                                   |                                   |                                               |                                               |                                               |                                               |                                               |                                               |                                           |                                           |                                                |                                                |                                                |                                                |                                                |                                                |                                  |                                  |                                                                                     |                                                                                     |                                                                                     |                                                                                     |                                                                                     |                                                                                     |  |  |  |  |
|                             |                             |                             |                             |                             |                             |  |  |                                                |                                                |                                                |                                                |                                                |                                                |                                    |                                    |                                    |                                    |                                                                       |                                                                       |                                                                       |                                                                       |                                                                       |                                                                       |                                            |                                            |                                            |                                            |                                                   |                                                   |                                                   |                                                   |                                                   |                                                   |                                                  |                                                  |                                                  |                                                  |                               |                               |                                              |                                              |                                              |                                              |                                              |                                              |                                            |                                            |                                            |                                            |                                            |                                            |                                     |                                     |                        |                        |                        |                        |               |               |                                   |                                   |                                   |                                   |                                               |                                               |                                               |                                               |                                               |                                               |                                           |                                           |                                                |                                                |                                                |                                                |                                                |                                                |                                  |                                  |                                                                                     |                                                                                     |                                                                                     |                                                                                     |                                                                                     |                                                                                     |  |  |  |  |
| Louis de Cotte (architecte) | Louis de Cotte (architecte) | Louis de Cotte (architecte) | Louis de Cotte (architecte) | Louis de Cotte (architecte) | Louis de Cotte (architecte) |  |  | Robert de Cotte (architecte)                   | Robert de Cotte (architecte)                   | Robert de Cotte (architecte)                   | Robert de Cotte (architecte)                   | Robert de Cotte (architecte)                   | Robert de Cotte (architecte)                   |                                    |                                    | Catherine Bodin                    | Catherine Bodin                    | Catherine Bodin                                                       | Catherine Bodin                                                       | Catherine Bodin                                                       | Catherine Bodin                                                       |                                                                       |                                                                       | Anne Bodin                                 | Anne Bodin                                 | Anne Bodin                                 | Anne Bodin                                 | Anne Bodin                                        | Anne Bodin                                        |                                                   |                                                   | Jules Hardouin-Mansart (architecte)               | Jules Hardouin-Mansart (architecte)               | Jules Hardouin-Mansart (architecte)              | Jules Hardouin-Mansart (architecte)              | Jules Hardouin-Mansart (architecte)              | Jules Hardouin-Mansart (architecte)              |                               |                               | Michel Hardouin (architecte)                 | Michel Hardouin (architecte)                 | Michel Hardouin (architecte)                 | Michel Hardouin (architecte)                 | Michel Hardouin (architecte)                 | Michel Hardouin (architecte)                 |                                            |                                            | Pierre Delisle-Mansart (architecte)        | Pierre Delisle-Mansart (architecte)        | Pierre Delisle-Mansart (architecte)        | Pierre Delisle-Mansart (architecte)        | Pierre Delisle-Mansart (architecte) | Pierre Delisle-Mansart (architecte) |                        |                        | Marie Delisle          | Marie Delisle          | Marie Delisle | Marie Delisle | Marie Delisle                     | Marie Delisle                     |                                   |                                   | Jacques IV Gabriel (1630-1686) (architecte)   | Jacques IV Gabriel (1630-1686) (architecte)   | Jacques IV Gabriel (1630-1686) (architecte)   | Jacques IV Gabriel (1630-1686) (architecte)   | Jacques IV Gabriel (1630-1686) (architecte)   | Jacques IV Gabriel (1630-1686) (architecte)   |                                           |                                           | Jacques III Gabriel (1637-1697) (maître maçon) | Jacques III Gabriel (1637-1697) (maître maçon) | Jacques III Gabriel (1637-1697) (maître maçon) | Jacques III Gabriel (1637-1697) (maître maçon) | Jacques III Gabriel (1637-1697) (maître maçon) | Jacques III Gabriel (1637-1697) (maître maçon) |                                  |                                  | Maurice II Gabriel (1639-après 1705) (expert juré du roi, maître maçon, architecte) | Maurice II Gabriel (1639-après 1705) (expert juré du roi, maître maçon, architecte) | Maurice II Gabriel (1639-après 1705) (expert juré du roi, maître maçon, architecte) | Maurice II Gabriel (1639-après 1705) (expert juré du roi, maître maçon, architecte) | Maurice II Gabriel (1639-après 1705) (expert juré du roi, maître maçon, architecte) | Maurice II Gabriel (1639-après 1705) (expert juré du roi, maître maçon, architecte) |  |  |  |  |
| Louis de Cotte (architecte) | Louis de Cotte (architecte) | Louis de Cotte (architecte) | Louis de Cotte (architecte) | Louis de Cotte (architecte) | Louis de Cotte (architecte) |  |  | Robert de Cotte (architecte)                   | Robert de Cotte (architecte)                   | Robert de Cotte (architecte)                   | Robert de Cotte (architecte)                   | Robert de Cotte (architecte)                   | Robert de Cotte (architecte)                   |                                    |                                    | Catherine Bodin                    | Catherine Bodin                    | Catherine Bodin                                                       | Catherine Bodin                                                       | Catherine Bodin                                                       | Catherine Bodin                                                       |                                                                       |                                                                       | Anne Bodin                                 | Anne Bodin                                 | Anne Bodin                                 | Anne Bodin                                 | Anne Bodin                                        | Anne Bodin                                        |                                                   |                                                   | Jules Hardouin-Mansart (architecte)               | Jules Hardouin-Mansart (architecte)               | Jules Hardouin-Mansart (architecte)              | Jules Hardouin-Mansart (architecte)              | Jules Hardouin-Mansart (architecte)              | Jules Hardouin-Mansart (architecte)              |                               |                               | Michel Hardouin (architecte)                 | Michel Hardouin (architecte)                 | Michel Hardouin (architecte)                 | Michel Hardouin (architecte)                 | Michel Hardouin (architecte)                 | Michel Hardouin (architecte)                 |                                            |                                            | Pierre Delisle-Mansart (architecte)        | Pierre Delisle-Mansart (architecte)        | Pierre Delisle-Mansart (architecte)        | Pierre Delisle-Mansart (architecte)        | Pierre Delisle-Mansart (architecte) | Pierre Delisle-Mansart (architecte) |                        |                        | Marie Delisle          | Marie Delisle          | Marie Delisle | Marie Delisle | Marie Delisle                     | Marie Delisle                     |                                   |                                   | Jacques IV Gabriel (1630-1686) (architecte)   | Jacques IV Gabriel (1630-1686) (architecte)   | Jacques IV Gabriel (1630-1686) (architecte)   | Jacques IV Gabriel (1630-1686) (architecte)   | Jacques IV Gabriel (1630-1686) (architecte)   | Jacques IV Gabriel (1630-1686) (architecte)   |                                           |                                           | Jacques III Gabriel (1637-1697) (maître maçon) | Jacques III Gabriel (1637-1697) (maître maçon) | Jacques III Gabriel (1637-1697) (maître maçon) | Jacques III Gabriel (1637-1697) (maître maçon) | Jacques III Gabriel (1637-1697) (maître maçon) | Jacques III Gabriel (1637-1697) (maître maçon) |                                  |                                  | Maurice II Gabriel (1639-après 1705) (expert juré du roi, maître maçon, architecte) | Maurice II Gabriel (1639-après 1705) (expert juré du roi, maître maçon, architecte) | Maurice II Gabriel (1639-après 1705) (expert juré du roi, maître maçon, architecte) | Maurice II Gabriel (1639-après 1705) (expert juré du roi, maître maçon, architecte) | Maurice II Gabriel (1639-après 1705) (expert juré du roi, maître maçon, architecte) | Maurice II Gabriel (1639-après 1705) (expert juré du roi, maître maçon, architecte) |  |  |  |  |
|                             |                             |                             |                             |                             |                             |  |  |                                                |                                                |                                                |                                                |                                                |                                                |                                    |                                    |                                    |                                    |                                                                       |                                                                       |                                                                       |                                                                       |                                                                       |                                                                       |                                            |                                            |                                            |                                            |                                                   |                                                   |                                                   |                                                   |                                                   |                                                   |                                                  |                                                  |                                                  |                                                  |                               |                               |                                              |                                              |                                              |                                              |                                              |                                              |                                            |                                            |                                            |                                            |                                            |                                            |                                     |                                     |                        |                        |                        |                        |               |               |                                   |                                   |                                   |                                   |                                               |                                               |                                               |                                               |                                               |                                               |                                           |                                           |                                                |                                                |                                                |                                                |                                                |                                                |                                  |                                  |                                                                                     |                                                                                     |                                                                                     |                                                                                     |                                                                                     |                                                                                     |  |  |  |  |
|                             |                             |                             |                             |                             |                             |  |  |                                                |                                                |                                                |                                                | Jules-Robert de Cotte (architecte)             | Jules-Robert de Cotte (architecte)             | Jules-Robert de Cotte (architecte) | Jules-Robert de Cotte (architecte) | Jules-Robert de Cotte (architecte) | Jules-Robert de Cotte (architecte) |                                                                       |                                                                       |                                                                       |                                                                       |                                                                       |                                                                       |                                            |                                            |                                            |                                            | Jacques Hardouin-Mansart (Président au Parlement) | Jacques Hardouin-Mansart (Président au Parlement) | Jacques Hardouin-Mansart (Président au Parlement) | Jacques Hardouin-Mansart (Président au Parlement) | Jacques Hardouin-Mansart (Président au Parlement) | Jacques Hardouin-Mansart (Président au Parlement) |                                                  |                                                  |                                                  |                                                  |                               |                               | Jules Michel Alexandre Hardouin (architecte) | Jules Michel Alexandre Hardouin (architecte) | Jules Michel Alexandre Hardouin (architecte) | Jules Michel Alexandre Hardouin (architecte) | Jules Michel Alexandre Hardouin (architecte) | Jules Michel Alexandre Hardouin (architecte) |                                            |                                            |                                            |                                            |                                            |                                            |                                     |                                     |                        |                        |                        |                        |               |               | Jacques V Gabriel (architecte)    | Jacques V Gabriel (architecte)    | Jacques V Gabriel (architecte)    | Jacques V Gabriel (architecte)    | Jacques V Gabriel (architecte)                | Jacques V Gabriel (architecte)                |                                               |                                               |                                               |                                               |                                           |                                           |                                                |                                                |                                                |                                                |                                                |                                                |                                  |                                  |                                                                                     |                                                                                     |                                                                                     |                                                                                     |                                                                                     |                                                                                     |  |  |  |  |
|                             |                             |                             |                             |                             |                             |  |  |                                                |                                                |                                                |                                                | Jules-Robert de Cotte (architecte)             | Jules-Robert de Cotte (architecte)             | Jules-Robert de Cotte (architecte) | Jules-Robert de Cotte (architecte) | Jules-Robert de Cotte (architecte) | Jules-Robert de Cotte (architecte) |                                                                       |                                                                       |                                                                       |                                                                       |                                                                       |                                                                       |                                            |                                            |                                            |                                            | Jacques Hardouin-Mansart (Président au Parlement) | Jacques Hardouin-Mansart (Président au Parlement) | Jacques Hardouin-Mansart (Président au Parlement) | Jacques Hardouin-Mansart (Président au Parlement) | Jacques Hardouin-Mansart (Président au Parlement) | Jacques Hardouin-Mansart (Président au Parlement) |                                                  |                                                  |                                                  |                                                  |                               |                               | Jules Michel Alexandre Hardouin (architecte) | Jules Michel Alexandre Hardouin (architecte) | Jules Michel Alexandre Hardouin (architecte) | Jules Michel Alexandre Hardouin (architecte) | Jules Michel Alexandre Hardouin (architecte) | Jules Michel Alexandre Hardouin (architecte) |                                            |                                            |                                            |                                            |                                            |                                            |                                     |                                     |                        |                        |                        |                        |               |               | Jacques V Gabriel (architecte)    | Jacques V Gabriel (architecte)    | Jacques V Gabriel (architecte)    | Jacques V Gabriel (architecte)    | Jacques V Gabriel (architecte)                | Jacques V Gabriel (architecte)                |                                               |                                               |                                               |                                               |                                           |                                           |                                                |                                                |                                                |                                                |                                                |                                                |                                  |                                  |                                                                                     |                                                                                     |                                                                                     |                                                                                     |                                                                                     |                                                                                     |  |  |  |  |
|                             |                             |                             |                             |                             |                             |  |  |                                                |                                                |                                                |                                                |                                                |                                                |                                    |                                    |                                    |                                    |                                                                       |                                                                       |                                                                       |                                                                       |                                                                       |                                                                       |                                            |                                            |                                            |                                            |                                                   |                                                   |                                                   |                                                   |                                                   |                                                   |                                                  |                                                  |                                                  |                                                  |                               |                               |                                              |                                              |                                              |                                              |                                              |                                              |                                            |                                            |                                            |                                            |                                            |                                            |                                     |                                     |                        |                        |                        |                        |               |               |                                   |                                   |                                   |                                   |                                               |                                               |                                               |                                               |                                               |                                               |                                           |                                           |                                                |                                                |                                                |                                                |                                                |                                                |                                  |                                  |                                                                                     |                                                                                     |                                                                                     |                                                                                     |                                                                                     |                                                                                     |  |  |  |  |
|                             |                             |                             |                             |                             |                             |  |  |                                                |                                                |                                                |                                                |                                                |                                                |                                    |                                    |                                    |                                    |                                                                       |                                                                       |                                                                       |                                                                       |                                                                       |                                                                       | Jean Hardouin-Mansart de Jouy (architecte) | Jean Hardouin-Mansart de Jouy (architecte) | Jean Hardouin-Mansart de Jouy (architecte) | Jean Hardouin-Mansart de Jouy (architecte) | Jean Hardouin-Mansart de Jouy (architecte)        | Jean Hardouin-Mansart de Jouy (architecte)        |                                                   |                                                   | Jacques Hardouin-Mansart de Sagonne (architecte)  | Jacques Hardouin-Mansart de Sagonne (architecte)  | Jacques Hardouin-Mansart de Sagonne (architecte) | Jacques Hardouin-Mansart de Sagonne (architecte) | Jacques Hardouin-Mansart de Sagonne (architecte) | Jacques Hardouin-Mansart de Sagonne (architecte) |                               |                               |                                              |                                              |                                              |                                              |                                              |                                              |                                            |                                            |                                            |                                            |                                            |                                            |                                     |                                     |                        |                        |                        |                        |               |               | Ange-Jacques Gabriel (architecte) | Ange-Jacques Gabriel (architecte) | Ange-Jacques Gabriel (architecte) | Ange-Jacques Gabriel (architecte) | Ange-Jacques Gabriel (architecte)             | Ange-Jacques Gabriel (architecte)             |                                               |                                               |                                               |                                               |                                           |                                           |                                                |                                                |                                                |                                                |                                                |                                                |                                  |                                  |                                                                                     |                                                                                     |                                                                                     |                                                                                     |                                                                                     |                                                                                     |  |  |  |  |
|                             |                             |                             |                             |                             |                             |  |  |                                                |                                                |                                                |                                                |                                                |                                                |                                    |                                    |                                    |                                    |                                                                       |                                                                       |                                                                       |                                                                       |                                                                       |                                                                       | Jean Hardouin-Mansart de Jouy (architecte) | Jean Hardouin-Mansart de Jouy (architecte) | Jean Hardouin-Mansart de Jouy (architecte) | Jean Hardouin-Mansart de Jouy (architecte) | Jean Hardouin-Mansart de Jouy (architecte)        | Jean Hardouin-Mansart de Jouy (architecte)        |                                                   |                                                   | Jacques Hardouin-Mansart de Sagonne (architecte)  | Jacques Hardouin-Mansart de Sagonne (architecte)  | Jacques Hardouin-Mansart de Sagonne (architecte) | Jacques Hardouin-Mansart de Sagonne (architecte) | Jacques Hardouin-Mansart de Sagonne (architecte) | Jacques Hardouin-Mansart de Sagonne (architecte) |                               |                               |                                              |                                              |                                              |                                              |                                              |                                              |                                            |                                            |                                            |                                            |                                            |                                            |                                     |                                     |                        |                        |                        |                        |               |               | Ange-Jacques Gabriel (architecte) | Ange-Jacques Gabriel (architecte) | Ange-Jacques Gabriel (architecte) | Ange-Jacques Gabriel (architecte) | Ange-Jacques Gabriel (architecte)             | Ange-Jacques Gabriel (architecte)             |                                               |                                               |                                               |                                               |                                           |                                           |                                                |                                                |                                                |                                                |                                                |                                                |                                  |                                  |                                                                                     |                                                                                     |                                                                                     |                                                                                     |                                                                                     |                                                                                     |  |  |  |  |
|                             |                             |                             |                             |                             |                             |  |  |                                                |                                                |                                                |                                                |                                                |                                                |                                    |                                    |                                    |                                    |                                                                       |                                                                       |                                                                       |                                                                       |                                                                       |                                                                       |                                            |                                            |                                            |                                            |                                                   |                                                   |                                                   |                                                   |                                                   |                                                   |                                                  |                                                  |                                                  |                                                  |                               |                               |                                              |                                              |                                              |                                              |                                              |                                              |                                            |                                            |                                            |                                            |                                            |                                            |                                     |                                     |                        |                        |                        |                        |               |               | Ange-Antoine Gabriel (architecte) |                                   |                                   |                                   |                                               |                                               |                                               |                                               |                                               |                                               |                                           |                                           |                                                |                                                |                                                |                                                |                                                |                                                |                                  |                                  |                                                                                     |                                                                                     |                                                                                     |                                                                                     |                                                                                     |                                                                                     |  |  |  |  |

## Famille
Jacques V Gabriel a été marié en premières noces, le 26 février 1691, avec Marie-Anne Delespine (vers 1670-1694), fille de Nicolas II Delespine (1642-1729), architecte, et de Judith Freyssen. De cette union est née Marie Anne Françoise Gabriel (vers 1693-1773). 
Jacques V Gabriel s'est marié en secondes noces, le 12 janvier 1698, avec Élisabeth Besnier (vers 1680-1719). De cette union sont nés dix enfants dont Ange-Jacques Gabriel.
Anobli en 1704, il est écuyer, seigneur de Mézières (près d'Ouzouer-le-Marché), Bernay et autres lieux.